# Вилар-Шан (Виейра-ду-Минью)
Вилар-Шан (порт. Vilar Chão) — населённый пункт и район в Португалии, входит в округ Брага. Является составной частью муниципалитета Виейра-ду-Минью. Находится в составе крупной городской агломерации Большое Минью. По старому административному делению входил в провинцию Минью. Входит в экономико-статистический субрегион Аве, который входит в Северный регион. Население составляет 291 человек на 2001 год. Занимает площадь 8,55 км².